# Тони Меола
Тони Меола е бивш американски футболист, вратар. Най-известен с изявите си за Ню Йорк Ред Булс и националния отбор на САЩ. Участник е на 3 Световни първенства - 1990, 1994 и 2002. Известен с физиката си и силния си удар.

## Кариера
Кариерата на Меола започва от университета във Вирджиния. Там той играе за футболния и бейзболния отбор, а треньор на футболния тим по това време е небезизвестният Брус Арина. През 1988 г. е повикан в националния отбор на САЩ. Тъй като в щатите по това време няма професионален футбол, правата на играча се държат от Футболната федерация на САЩ. За „янките“ дебютира на 4 юни 1989 в мач с Перу. Меола е и титулярен вратар на Световното първенство в Италия през 1990 г. След това подписва с английския Брайтън. Изиграва 11 срещи, но само 2 от тях са официални. През септември 1990 преминава в Уотфорд, но там не записва нито една среща.
През 1991 играе за Форт Лодърдейл Страйкърс в американската Футболна Професионална лига. Същата година печели и Купата на КОНКАКАФ с националния отбор и е избран за играч на турнира. До 1994 г. Меола е свободен агент, играеки само в националния отбор на САЩ. Тони е титулярен страж на турнирите за Купата на крал Фахд, Копа Америка, Купата на КОНКАКАФ и домашното световно през 1994 г. Същата година за кратко играе и американски футбол на поста „кикър“ в Ню Йорк Джетс. Там Меола се задържа 11 седмици, преди окончателно да се завърне във футбола в края на годината в състава на Бъфъло Близард.
През 1996 в САЩ се създава първата професионална лига от НАСЛ насам - Мейджър Лийг Сокър. Меола е изтеглен в драфта от Метростарс. Записва рекорд за най-много минути без допуснат гол, запазвайки мрежата си суха в 9 поредни мача. Въпреки изявите на най-високо клубно ниво, Меола губи мястото си в националния отбор. Сръбският спец Бора Милутинович налага Брад Фрийдъл и Кейси Келър под рамката на вратата, а Тони дори не получава повиквателна, докато Милутинович е начело на „янките“.
През 1999 преминава в Канзас Сити Уизардс. В първия си сезон за „магьосниците“ е често преследван от контузии, но през 2000 г. подобрява рекорданата си „суха“ серия, не допускайки попадение в 16 поредни мача. Меола печели редовния сезон и плейофите в МЛС, избран е за вратар и футболист на годината в САЩ. Успява да се завърне и в националния отбор, където е трети вратар на Световното първенство в Япония и Република Корея през 2002 г. Играе за Уизардс до 2004, след което се завръща в Метростарс, носещ вече името Ню Йорк Ред Булс.
През 2006 попада в идеалния отбор на десетилетието на Мейджър Лийг Сокър. На 11 април 2006 г. изиграва своя стотен и последен мач за националния отбор на САЩ. Той е в контрола срещу Ямайка. След края на сезона Ред Булс не удължават контракта на Меола и той завършва кариерата си в аматьорския Ню Джърси Айрънмен.

## Успехи
- Купа на КОНКАКАФ – 1991, 2002
- Купа на МЛС – 2000
- Вратар на годината в САЩ – 2000
- Футболист на годината в САЩ – 2000